# Coupe de Belgique de futsal FIFA
La Coupe de Belgique de futsal est une compétition de futsal à élimination directe, organisée annuellement par la Fédération belge de football (RBFA) et ouverte à tous les clubs qui lui sont affiliés jusqu'au dernier niveau amateur.
Le vainqueur de la compétition est qualifié pour la BeNeCup, face au lauréat de la Coupe des Pays-Bas.

## Histoire
La première Coupe de Belgique a lieu en 1968.
En fin d'année 1991, une scission intervient l'Association belge de football en salle (ABFS) et la Fédération belge de football (RBFA), et donne naissance à deux compétitions nationales indépendantes.
En 2001-02, les joueurs des Futsal Kickers Gilly sont vainqueurs de la Coupe de Belgique.
En 2010-11, l'A&M Châtelineau étrille Action 21 en demi-finale de Coupe (victoires 1-2 puis 6-3) mais perd aux tirs au but en finale contre Anvers. En 2011-12, après avoir éliminé le rival anversois en demi-finales, Châtelineau remporte la compétition, pour la première fois face au Fenerbahce Beringen (8-1). Devenu Futsal Châtelineau l'équipe dispute sa troisième finale et la remporte pour la deuxième, contre Malle,. En 2013-14, Châtelineau remporte sa Coupe de suite, face à Anvers, qu'il rencontre ensuite en finale de championnat.
Halle-Gooik remporte cinq Coupes de Belgique en 2015, 2016, 2018, 2019 et 2022 avant de conserver à nouveau son titre en 2023 sous son nouveau nom de RCSA Futsal, 10-3 contre Herentals.

## Format et participants
La Coupe de Belgique se joue à élimination directe.
Tous les clubs évoluant au niveau national sont obligés d'y participer. Chaque province dispose d'office d'un représentant issu de leur championnat provincial, auxquels s'ajoutent d'autres équipes en fonction du nombre d'inscrits. Les clubs de Division 1 ne s'affrontent pas et se déplace chez leur adversaire au premier tour.
Karim Chaibai remporte la Coupe de Belgique à dix reprises.

## Palmarès

### Par saison
| Saison    | Vainqueur               | Finaliste                |
| --------- | ----------------------- | ------------------------ |
| 2023-2024 | RSCA Futsal (7)         | FT Charleroi             |
| 2022-2023 | RSCA Futsal (6)         | Real Elmos Herentals     |
| 2021-2022 | FP Halle-Gooik (5)      |                          |
| 2020-2021 | annulé                  |                          |
| 2019-2020 | annulé                  |                          |
| 2018-2019 | FP Halle-Gooik (4)      |                          |
| 2017-2018 | FP Halle-Gooik (3)      |                          |
| 2016-2017 | FS Gelko Hasselt        |                          |
| 2015-2016 | FP Halle-Gooik (2)      |                          |
| 2014-2015 | FP Halle-Gooik          |                          |
| 2013-2014 | Futsal Châtelineau (3)  | Anvers                   |
| 2012-2013 | Futsal Châtelineau (2)  | Malle                    |
| 2011-2012 | A&M Châtelineau         | Fenerbahce Beringen      |
| 2010-2011 | Chase Antwerpen         | Réal Châtelineau         |
| 2009-2010 | Action 21 Charleroi (5) |                          |
| 2008-2009 | Futsal Morlanwelz       |                          |
| 2007-2008 | KK Malle                |                          |
| 2006-2007 | Action 21 Charleroi (4) |                          |
| 2005-2006 | Action 21 Charleroi (3) |                          |
| 2004-2005 | Action 21 Charleroi (2) |                          |
| 2003-2004 | Action 21 Charleroi     | ZVC T-Interim Borgerhout |
| 2002-2003 | TLR Antwerpen           | Action 21 Charleroi      |
| 2001-2002 | Kickers Charleroi       |                          |
| 2000-2001 | ZVC Berchem             |                          |
| 1999-2000 | TL Ranst                |                          |
| 1998-1999 | Ougrée Neupré Unis (2)  |                          |
| 1997-1998 | ZVK Eisden              |                          |
| 1996-1997 | Ougrée Neupré Unis      |                          |
| 1995-1996 | ZVK Ford Genk (4)       |                          |
| 1994-1995 | ZVK Ford Genk (3)       |                          |
| 1993-1994 | ZVK Ter Linde Mortsel   |                          |
| 1992-1993 | ZVK Sint-Truiden        |                          |
| 1991-1992 | ZVC Dynamo Sint-Niklaas |                          |

| Palmarès commun ABSF-RBFA (1968 à 1991) | Palmarès commun ABSF-RBFA (1968 à 1991) | Palmarès commun ABSF-RBFA (1968 à 1991) |
| Saison                                  | Vainqueur                               | Finaliste                               |
| --------------------------------------- | --------------------------------------- | --------------------------------------- |
| 1990-1991                               | ZVK Ford Genk (2)                       |                                         |
| 1989-1990                               | ZVK Ford Genk                           |                                         |
| 1988-1989                               | ZVK Ter Linde Mortsel                   |                                         |
| 1987-1988                               | ZVK Hasselt (3)                         |                                         |
| 1986-1987                               | ZVK Hasselt (2)                         |                                         |
| 1985-1986                               | ZVK Hasselt                             |                                         |
| 1984-1985                               | MFC Marcinelle-Châtelet                 |                                         |
| 1983-1984                               | MVC Genkse Vleeshal                     |                                         |
| 1982-1983                               | Alfa Genk                               |                                         |
| 1981-1982                               | Rebels Boorsem                          |                                         |
| 1980-1981                               | Hasselt MVK                             |                                         |
| 1979-1980                               | Hoboken Breughelhof ZVC (2)             |                                         |
| 1978-1979                               | MVC Top Sports Duffel                   |                                         |
| 1977-1978                               | Hoboken Breughelhof ZVC                 |                                         |
| 1976-1977                               | Joepie Oudergem                         |                                         |
| 1975-1976                               | Minitrappers Maasmechelen (3)           |                                         |
| 1974-1975                               | Sneltrappers Rekem                      |                                         |
| 1973-1974                               | Minitrappers Maasmechelen (2)           |                                         |
| 1972-1973                               | Minitrappers Maasmechelen               |                                         |
| 1971-1972                               | MV Wommelgemse                          |                                         |
| 1971-1970                               | MV Zolder                               |                                         |
| 1969-1970                               | Carnot Center Antwerpen                 |                                         |
| 1968-1969                               | MV C.B.R.T Brugge                       |                                         |

### Par club
| Club                            | Coupes RBFA (depuis 1991) | Coupes ABFS-RBFA (1968-1991) | Total | 1er titre | Dernier titre |
| ------------------------------- | ------------------------- | ---------------------------- | ----- | --------- | ------------- |
| FP Halle-Gooik / RSC Anderlecht | 6                         | -                            | 6     | 2014-15   | 2022-23       |
| Action 21 Charleroi             | 5                         | -                            | 5     | 2003-04   | 2009-10       |
| ZVK Ford Genk                   | 2                         | 2                            | 4     | 1989-90   | 1995-96       |
| Châtelineau / FT Charleroi      | 3                         | -                            | 3     | 2011-12   | 2013-14       |
| ZVK Hasselt                     | -                         | 3                            | 3     | 1985-86   | 1987-88       |
| Minitrappers Maasmechelen       | -                         | 3                            | 3     | 1972-73   | 1975-76       |